# Intérieur du Temple de Diane à Nîmes
Intérieur du Temple de Diane à Nîmes est un tableau faisant partie de la série des  Principaux Monuments de la France  du peintre de ruines Hubert Robert sur  des vestiges de la Gaule, une grande peinture à l'huile  destinée à décorer un salon au château de Fontainebleau.

## Histoire
La série commandée en 1786 et réalisée en 1787, n'a jamais été mise en place dans le lieu prévu.
Les tableaux sont conservés au musée du Louvre depuis 1822 à la suite du legs de la veuve du peintre.

## Sujet
Le temple de Diane (en fait une bibliothèque) est un vestige romain situé à Nîmes accessible par  les Jardins de la Fontaine.
Hubert Robert en fit plusieurs versions dont une initiale de 1771 probablement issu d'un croquis fait de mémoire à Rome et qui comporte plusieurs détails imaginaires (bas-relief du tympan, caissons de la voûte, interversion des frontons des niches, colonnes, statues...), certains renforçant l'aspect ruine de fantaisie (linteaux manquant à gauche  comme sur toutes les versions alors qu'ils sont encore en place aujourd'hui voire en 1826 comme le suggère la vue de Charles Léopold Émile Henry).

Variations sur le sujet
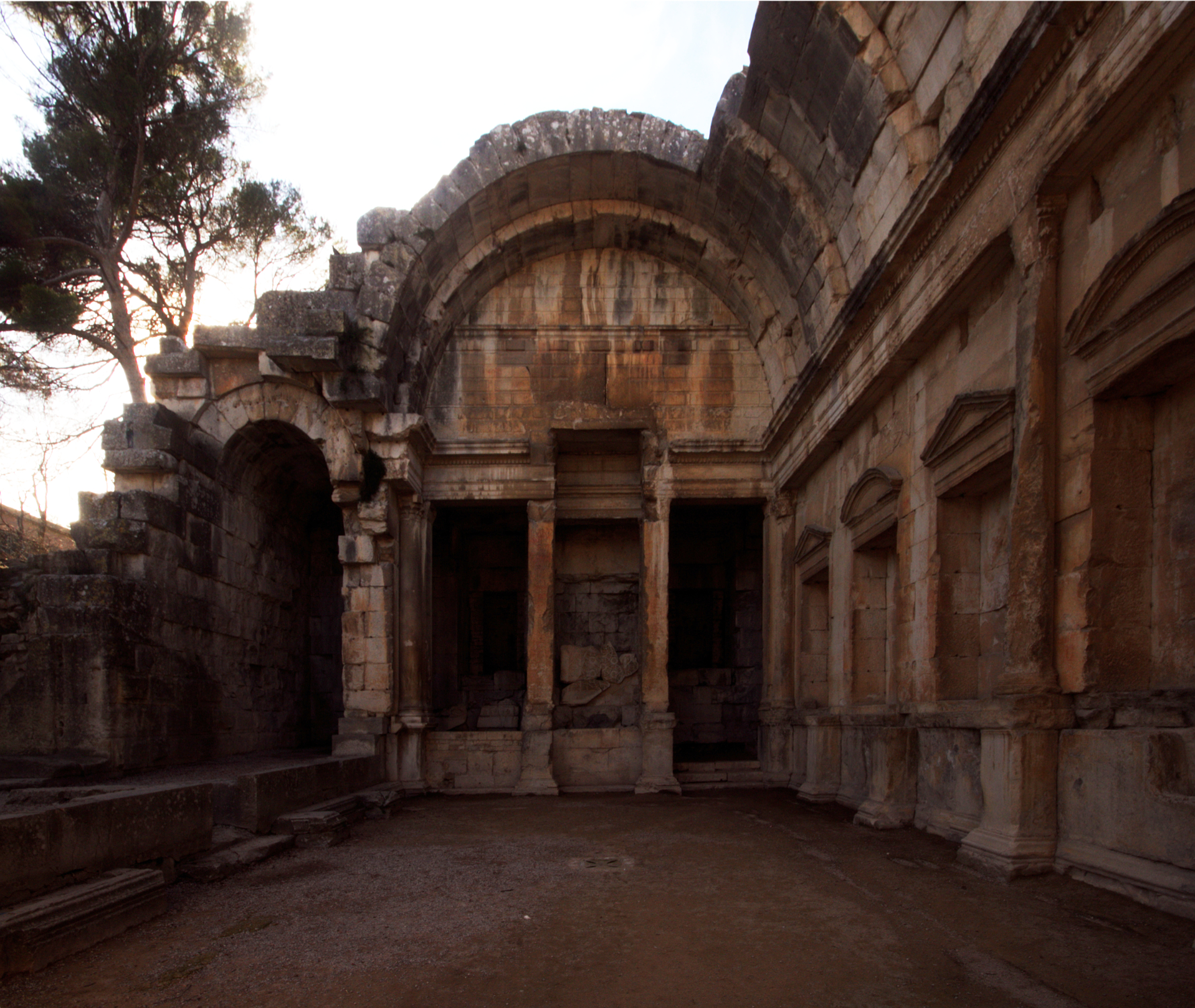
Vue actuelle du Temple.
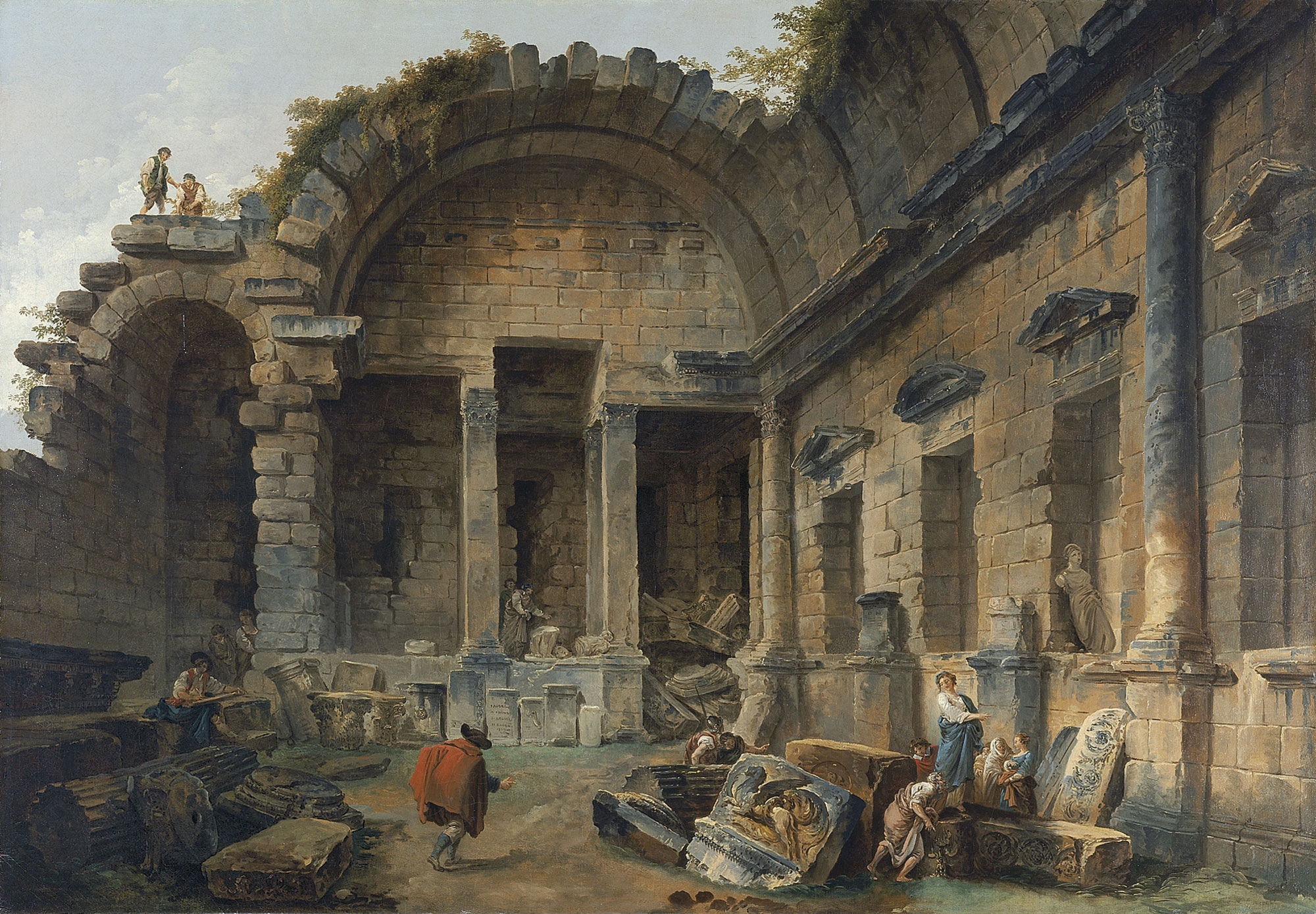
Celle du Thyssen-Bornemisza Museum (1783) 101 × 143 cm.
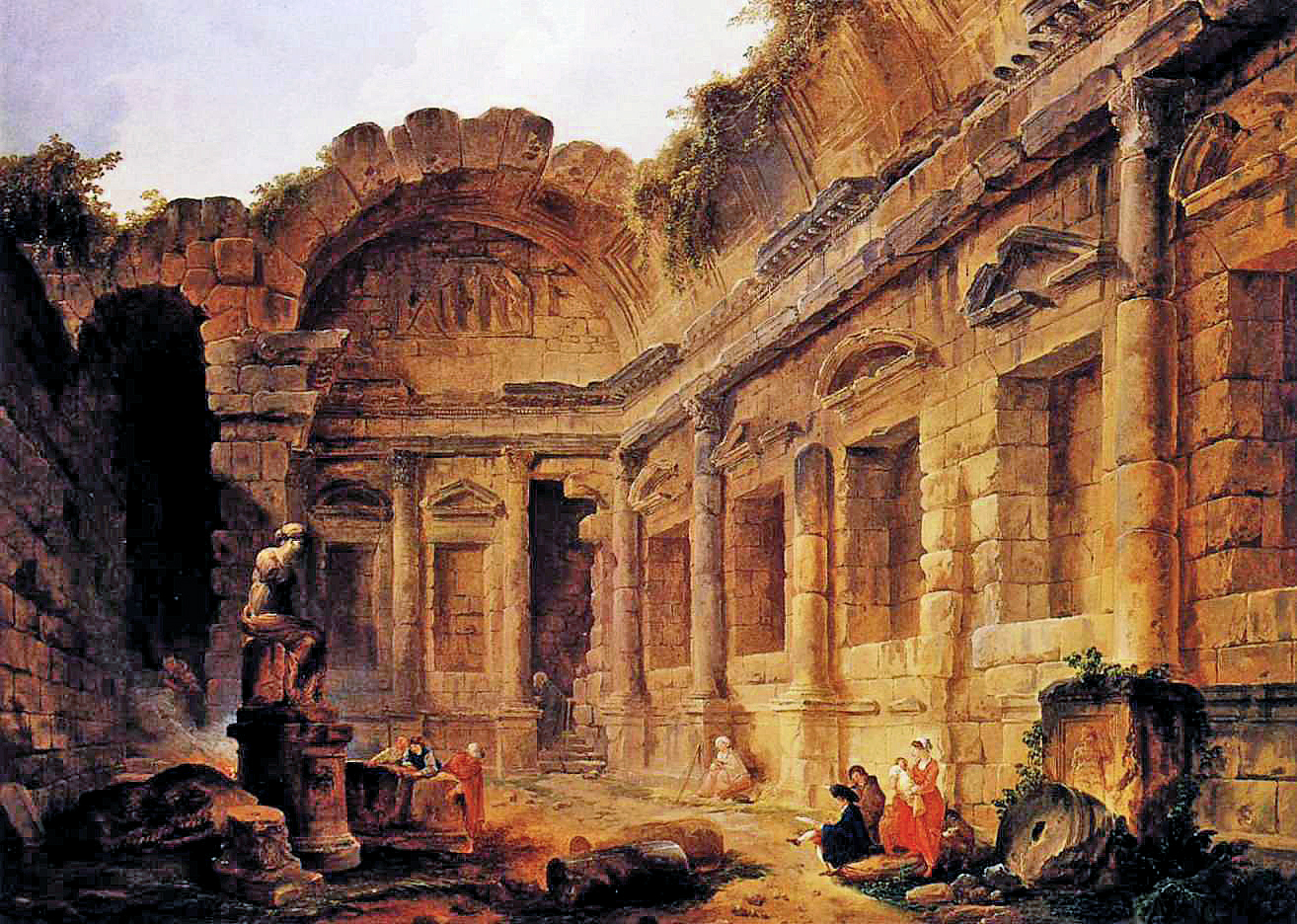
Vue imaginaire (1771) 73,70 × 102,9 cm.